# Roger Colombani
Roger Colombani, né le 9 avril 1924 à Toulon et mort le 23 mars 2009  à Paris 14e, était un journaliste et un écrivain français.

## Biographie

### Journalisme
Roger Colombani commence comme journaliste à La Marseillaise, quotidien communiste régional, puis à Libération, le journal dirigé par Emmanuel d'Astier.
À partir de 1960, il travaille pour France-Soir, dont il est correspondant à Marseille entre 1960 et 1969. De 1969 à 1976, à Paris, il est grand reporter, l'un des journalistes de faits divers les plus connus nationalement, qui couvrira toutes les grandes affaires criminelles de l'époque, comme il le raconte dans La Vérité piégée.
En 1977, il participe au lancement du quotidien Le Matin de Paris.
Durand les années 1980 il est l'une des voix racontant des histoires de crimes sur RMC.

### Écrivain
Auteur de livres de true crime, il a notamment écrit un ouvrage sur Eugène Weidmann.